# Maria Steensma
Pour les articles homonymes, voir Steensma.
Maria Steensma née le 25 septembre 2001, est une joueuse néerlandaise de hockey sur gazon. Elle évolue au Pinoké et avec l'équipe nationale néerlandaise.

## Carrière
- Elle a fait ses débuts en équipe première le 4 juin 2022 contre l'Angleterre à Londres lors de la Ligue professionnelle 2021-2022[1].

## Palmarès
- : 1re à la Coupe du monde U21 2022.
- : 2e à la Ligue professionnelle 2021-2022.